# Steven Price

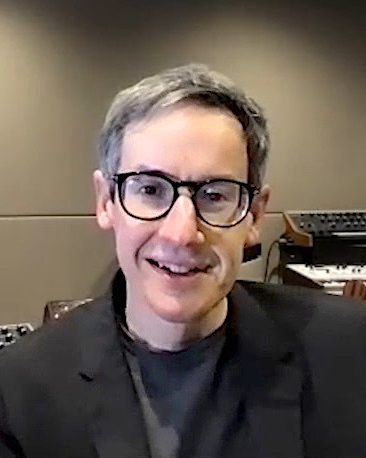
Steven Price im Jahr 2022

Steven Price (* 22. April 1977 in Nottingham, England) ist ein britischer Filmkomponist. Seine Filmmusik zu dem viel-ausgezeichneten Film Gravity verschaffte ihm 2014 den Oscar.

## Karriere
Price ist seit 1996 im Filmgeschäft tätig. Als music editor war er bei großen Filmproduktionen beteiligt, darunter Batman Begins (2005), die Filmtrilogie Der Herr der Ringe (2001–2003), Mr. Bean macht Ferien (2007) und Paul – Ein Alien auf der Flucht (2011).
Mit Attack the Block wurde er ab 2011 als Filmkomponist bekannt, davor schrieb er die Musik für zwei Fernsehfilme. Für die Musik für den Film Gravity wurde er 2014 mit dem Oscar und dem Critics’ Choice Movie Award ausgezeichnet und für den Golden Globe nominiert.

## Filmografie (Auswahl)
- 2004: The Mysterious Death of Cleopatra
- 2005: Angel of Death: The Beverly Allitt Story
- 2011: Attack the Block
- 2013: The World’s End
- 2013: Gravity
- 2013: Aningaaq (Kurzfilm)
- 2014: Believe (Fernsehserie, 13 Folgen)
- 2014: Herz aus Stahl (Fury)
- 2016: Suicide Squad
- 2017: Baby Driver
- 2017: American Assassin
- 2018: Ophelia
- 2019: Willkommen im Wunder Park (Wonder Park)
- 2019: Unser Planet (Our Planet, Dokuserie, 8 Folgen)
- 2019: The Aeronauts
- 2020: David Attenborough: Mein Leben auf dem Planeten (David Attenborough: A Life on Our Planet)
- 2020: Die bunte Seite des Monds (Over the Moon)
- 2021: Sweet Girl
- 2021: Last Night in Soho
- 2022: Die Schwimmerinnen (The Swimmers)
- 2022: Der Liebhaber meines Mannes (My Policeman)
- 2022: Beast – Jäger ohne Gnade (Beast)
- 2023: Heart of Stone
- 2024: Los Frikis
- 2024: Distant
- 2024: Wilhelm Tell (William Tell)
- 2024: Joy
- 2025: Oh, Hi!
- 2025: Heads of State

## Auszeichnungen
- 2014: Oscar als bester Komponist für Gravity
- 2014: Critics’ Choice Movie Award als bester Komponist für Gravity